# العلاقات الغينية النيكاراغوية
العلاقات الغينية النيكاراغوية هي العلاقات الثنائية التي تجمع بين غينيا ونيكاراغوا.

## مقارنة بين البلدين
هذه مقارنة عامة ومرجعية للدولتين:
| وجه المقارنة                                              | غينيا       | نيكاراغوا        |
| --------------------------------------------------------- | ----------- | ---------------- |
| المساحة (كم2)                                             | 245.86 ألف  | 130.38 ألف       |
| عدد السكان (نسمة)                                         | 12.72 مليون | 6.22 مليون       |
| الكثافة السكانية (ن./كم²)                                 | 51.74       | 47.71            |
| العاصمة                                                   | كوناكري     | ماناغوا          |
| اللغة الرسمية                                             | لغة فرنسية  | اللغة الإسبانية  |
| العملة                                                    | فرنك غيني   | كوردبا نيكاراغوا |
| الناتج المحلي الإجمالي (بليون دولار)                      | 10.50 مليار | 13.81 مليار      |
| الناتج المحلي الإجمالي (تعادل القوة الشرائية) بليون دولار | 15.24 مليار | 31.63 مليار      |
| الناتج المحلي الإجمالي الاسمي للفرد دولار أمريكي          | 531         | 2.09 ألف         |
| الناتج المحلي الإجمالي للفرد دولار أمريكي                 | 1.22 ألف    | 4.92 ألف         |
| مؤشر التنمية البشرية                                      | 0.411       | 0.631            |
| رمز المكالمات الدولي                                      | +224        | +505             |
| رمز الإنترنت                                              | .gn         | .ni              |
| المنطقة الزمنية                                           | 00          | 00               |

## منظمات دولية مشتركة
يشترك البلدان في عضوية مجموعة من المنظمات الدولية، منها:
| علم المنظمة | اسم المنظمة                               | تاريخ انضمام غينيا | تاريخ انضمام نيكاراغوا |
| ----------- | ----------------------------------------- | ------------------ | ---------------------- |
|             | مؤسسة التنمية الدولية                     | 26 سبتمبر 1969     | 30 ديسمبر 1960         |
|             | يونسكو                                    | 2 فبراير 1960      | 22 فبراير 1952         |
|             | وكالة ضمان الاستثمار متعدد الأطراف        | 5 أكتوبر 1995      | 12 يونيو 1992          |
|             | الأمم المتحدة                             | 12 ديسمبر 1958     | 24 أكتوبر 1945         |
|             | الاتحاد البريدي العالمي                   | ?                  | ?                      |
|             | البنك الدولي للإنشاء والتعمير             | 28 سبتمبر 1963     | 14 مارس 1946           |
|             | منظمة حظر الأسلحة الكيميائية              | ?                  | ?                      |
|             | مؤسسة التمويل الدولية                     | 22 أكتوبر 1982     | 20 يوليو 1956          |
|             | المركز الدولي لتسوية المنازعات الاستشارية | 4 ديسمبر 1968      | 19 أبريل 1995          |
|             | منظمة التجارة العالمية                    | 25 أكتوبر 1995     | ?                      |
|             | منظمة الشرطة الجنائية الدولية             | ?                  | ?                      |

## وصلات خارجية
- موقع وزارة الخارجية النيكاراغوية